# Parabopyriscus stellatus
Parabopyriscus stellatus är en kräftdjursart som beskrevs av Clements Robert Markham1985. Parabopyriscus stellatus ingår i släktet Parabopyriscus och familjen Bopyridae.
Artens utbredningsområde är Mexikanska golfen. Inga underarter finns listade i Catalogue of Life.